# Ріва (Меріленд)
Ріва (англ. Riva) — переписна місцевість (CDP) в США, в окрузі Енн-Арундел штату Меріленд. Населення — 4257 осіб (2020).

## Географія
Ріва розташована за координатами 38°56′43″ пн. ш. 76°35′24″ зх. д. / 38.94528° пн. ш. 76.59000° зх. д. (38.945287, -76.590026).  За даними Бюро перепису населення США в 2010 році переписна місцевість мала площу 7,52 км², з яких 6,36 км² — суходіл та 1,16 км² — водойми.

## Демографія
Згідно з переписом 2010 року, у переписній місцевості мешкало 4076 осіб у 1512 домогосподарствах у складі 1188 родин. Густота населення становила 542 особи/км².  Було 1569 помешкань (209/км²).
Расовий склад населення:
| - 93,8 % — білих - 2,3 % — чорних або афроамериканців - 1,9 % — азіатів - 0,3 % — корінних американців |

До двох чи більше рас належало 1,5 %. Частка іспаномовних становила 2,5 % від усіх жителів.
За віковим діапазоном населення розподілялося таким чином: 23,9 % — особи молодші 18 років, 64,2 % — особи у віці 18—64 років, 11,9 % — особи у віці 65 років та старші. Медіана віку мешканця становила 43,6 року. На 100 осіб жіночої статі у переписній місцевості припадало 102,9 чоловіків;  на 100 жінок у віці від 18 років та старших — 101,4 чоловіків також старших 18 років.
Середній дохід на одне домашнє господарство  становив 146 894 долари США (медіана — 121 938), а середній дохід на одну сім'ю — 161 513 долари (медіана — 143 500). Медіана доходів становила 95 139 доларів для чоловіків та 70 000 доларів для жінок. За межею бідності перебувало 3,8 % осіб, у тому числі 2,5 % дітей у віці до 18 років та 1,6 % осіб у віці 65 років та старших.
Цивільне працевлаштоване населення становило 2066 осіб. Основні галузі зайнятості: науковці, спеціалісти, менеджери — 19,6 %, освіта, охорона здоров'я та соціальна допомога — 17,5 %, публічна адміністрація — 12,8 %, роздрібна торгівля — 11,7 %.